# Tourisme en Montérégie
Le tourisme en Montérégie est constitué de l'ensemble des activités touristiques dont l'essentiel se pratique sur le territoire de la région touristique de la Montérégie, située dans le sud-ouest du Québec, au Canada. La région touristique de la Montérégie est constituée de quatre sous-secteurs, le Suroît, la Rive-Sud, la Rivière Richelieu ainsi que la Montérégie-Est. 
La région se trouve au sud de la région de Montréal, des Cantons-de-l'Est, de l'Outaouais et des Laurentides. La Montérégie est également adjacente à l'État de New York aux États-Unis et à la province de l'Ontario.      

## Sous-régions

### Suroît
Le Suroît est situé au sud-ouest de la Montérégie, et par le fait-même, dans le sud-ouest du Québec. Il partage des frontières avec l'État de New York et l'Ontario.
Beauharnois

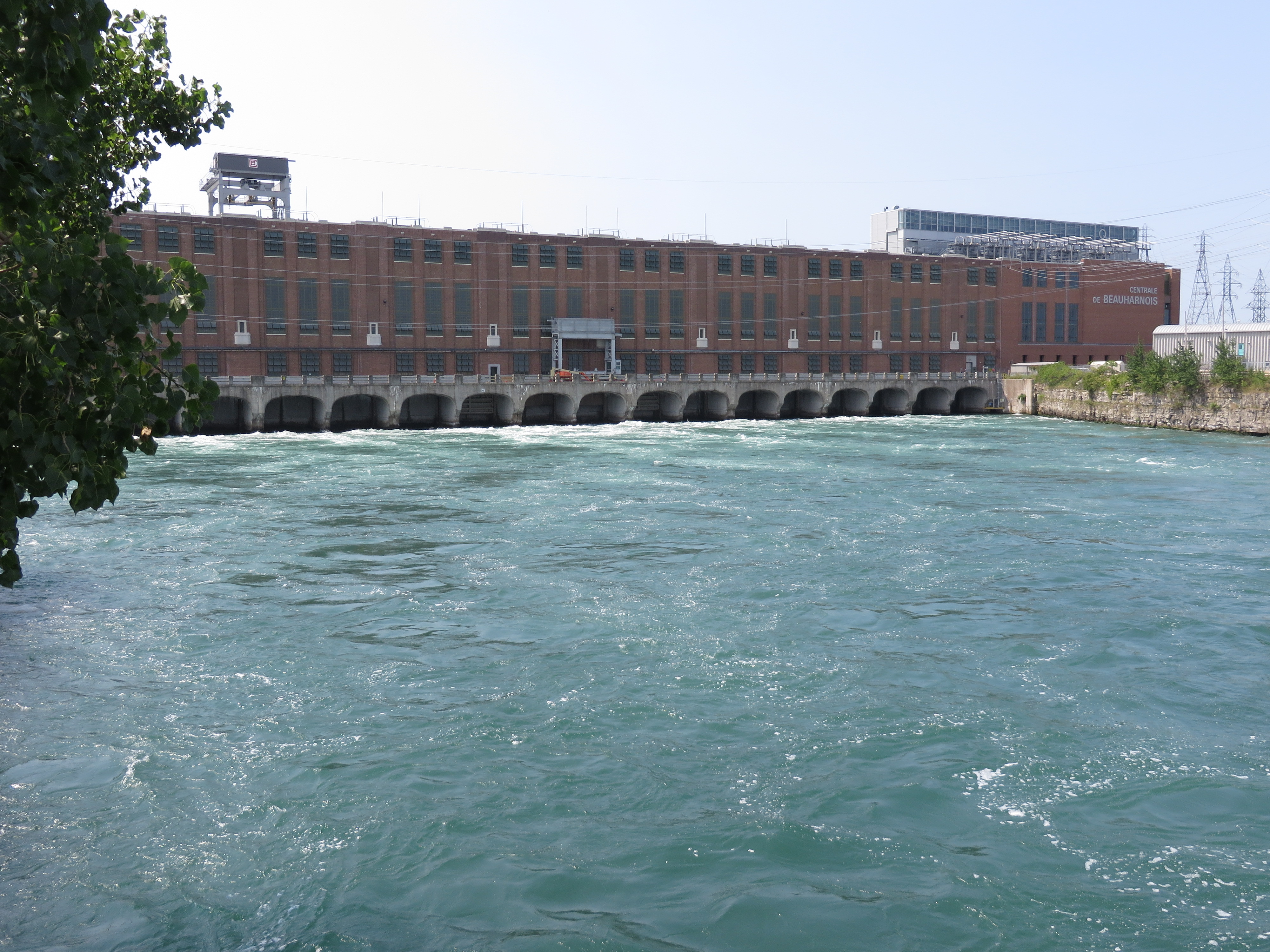
La centrale de Beauharnois.

- Centrale hydroélectrique de Beauharnois
- Hydromellerie Miel Nature
- Parc régional de Beauharnois-Salaberry
- Pointe-du-Buisson, Musée québécois d'archéologie

Coteau-du-Lac
- Lieu historique national du Coteau-du-Lac

Dundee

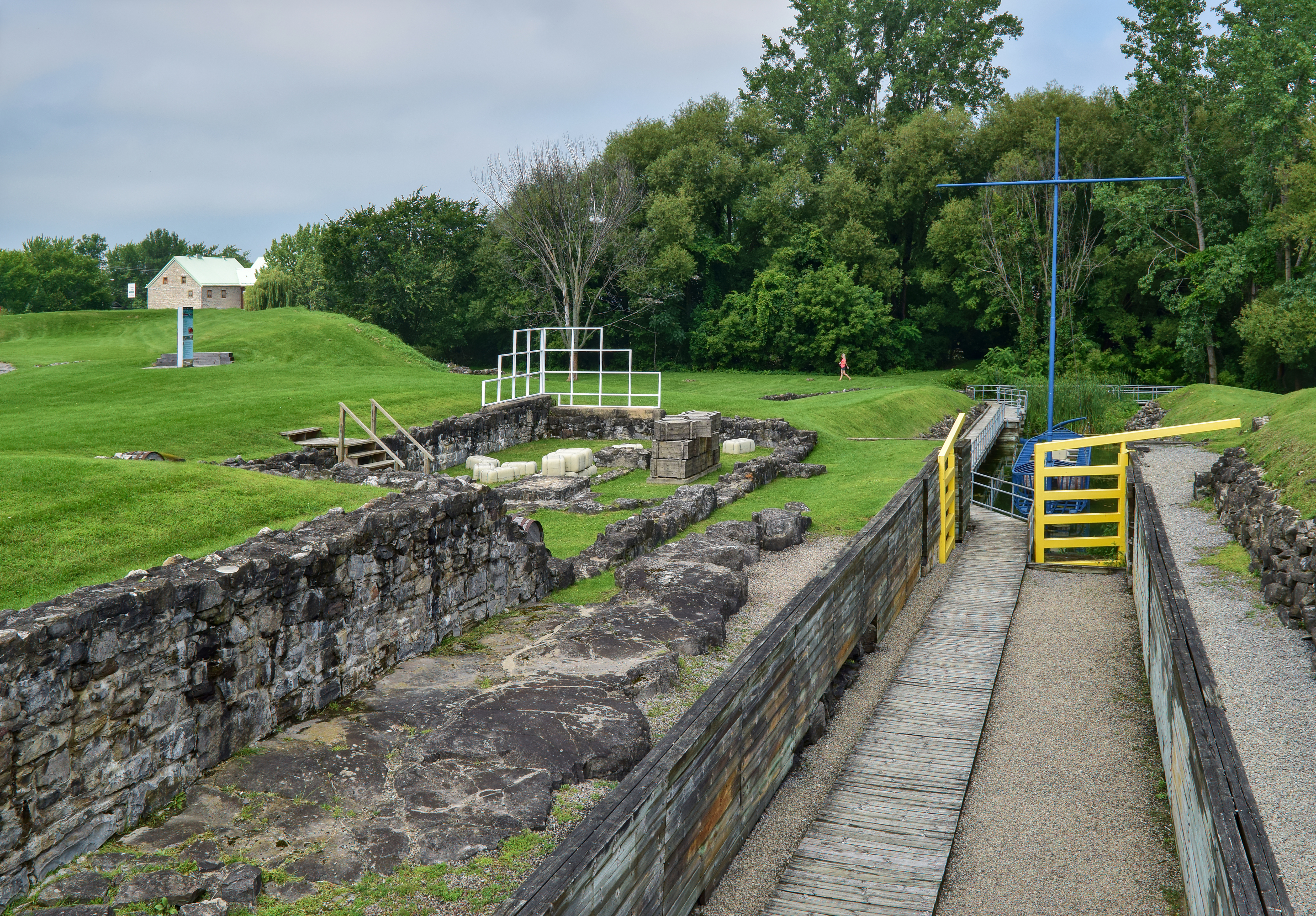
Canal de Coteau-du-Lac dans le lieu historique national de Coteau-du-Lac.

- Canal de Coteau-du-Lac dans le lieu historique national de Coteau-du-Lac.Réserve nationale de faune du lac Saint-François

Havelock
- Arbre en Arbre Havelock
- Vignoble du Marathonien

Howick
- Lieu historique national de la Bataille-de-la-Châteauguay

Hudson
- Association des plus beaux villages du Québec

Notre-Dame-de-l'Île-Perrot
- Le Verger Labonté
- Parc historique de la Pointe-du-Moulin

Ormstown
Rigaud
- Arbraska, La Forêt des Aventures

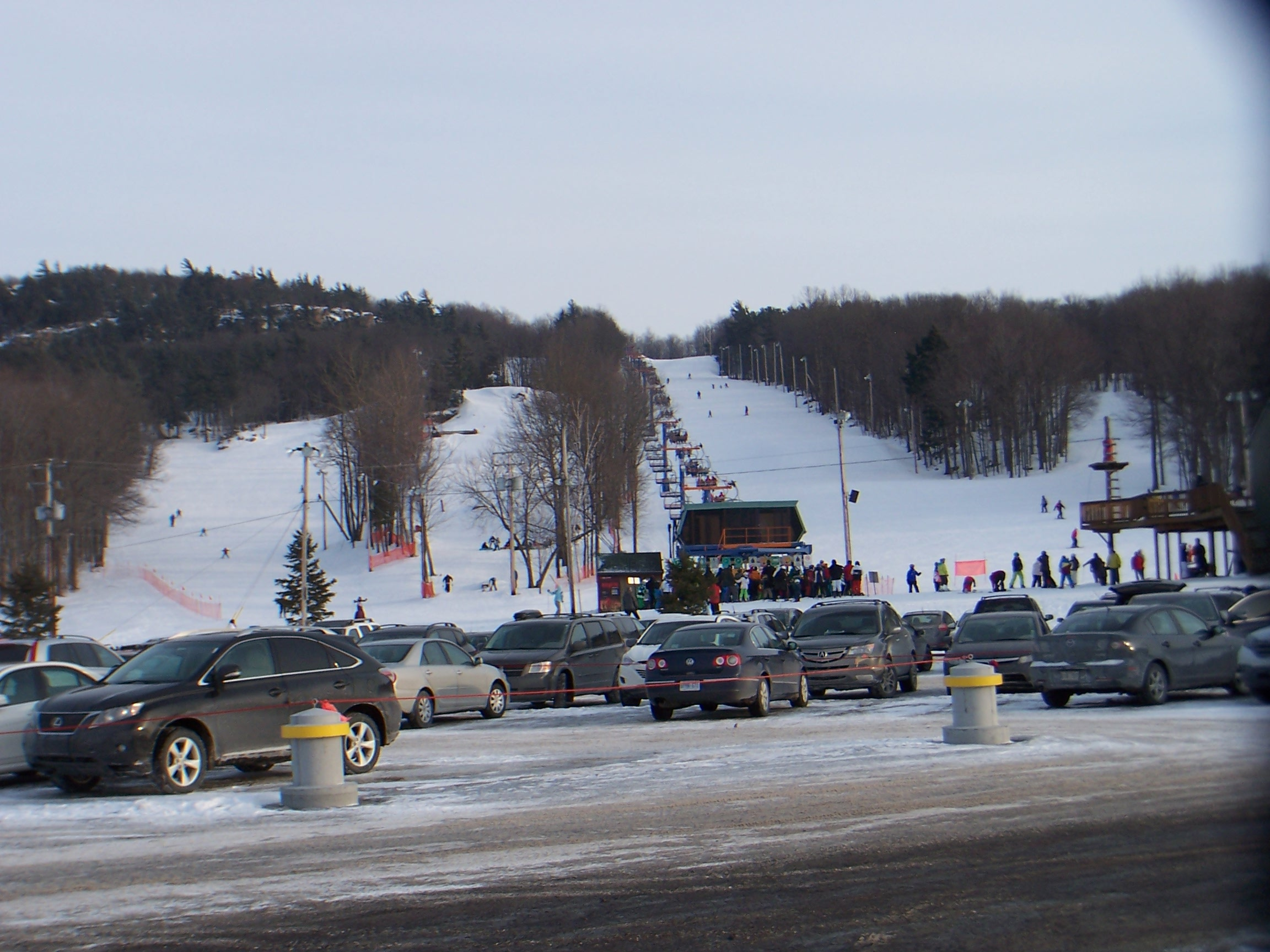
Les pentes de Ski Mont Rigaud.

- Les pentes de Ski Mont Rigaud.Mont Rigaud, ski et vélo de montagne
- Sucrerie de la Montagne

Saint-Anicet
- Site archéologique Droulers-Tsiionhiakwatha

Saint-Lazare
Salaberry-de-Valleyfield
- Entrée du parc régional des Îles-de-Saint-Timothée.Chocolaterie La Petite Grange

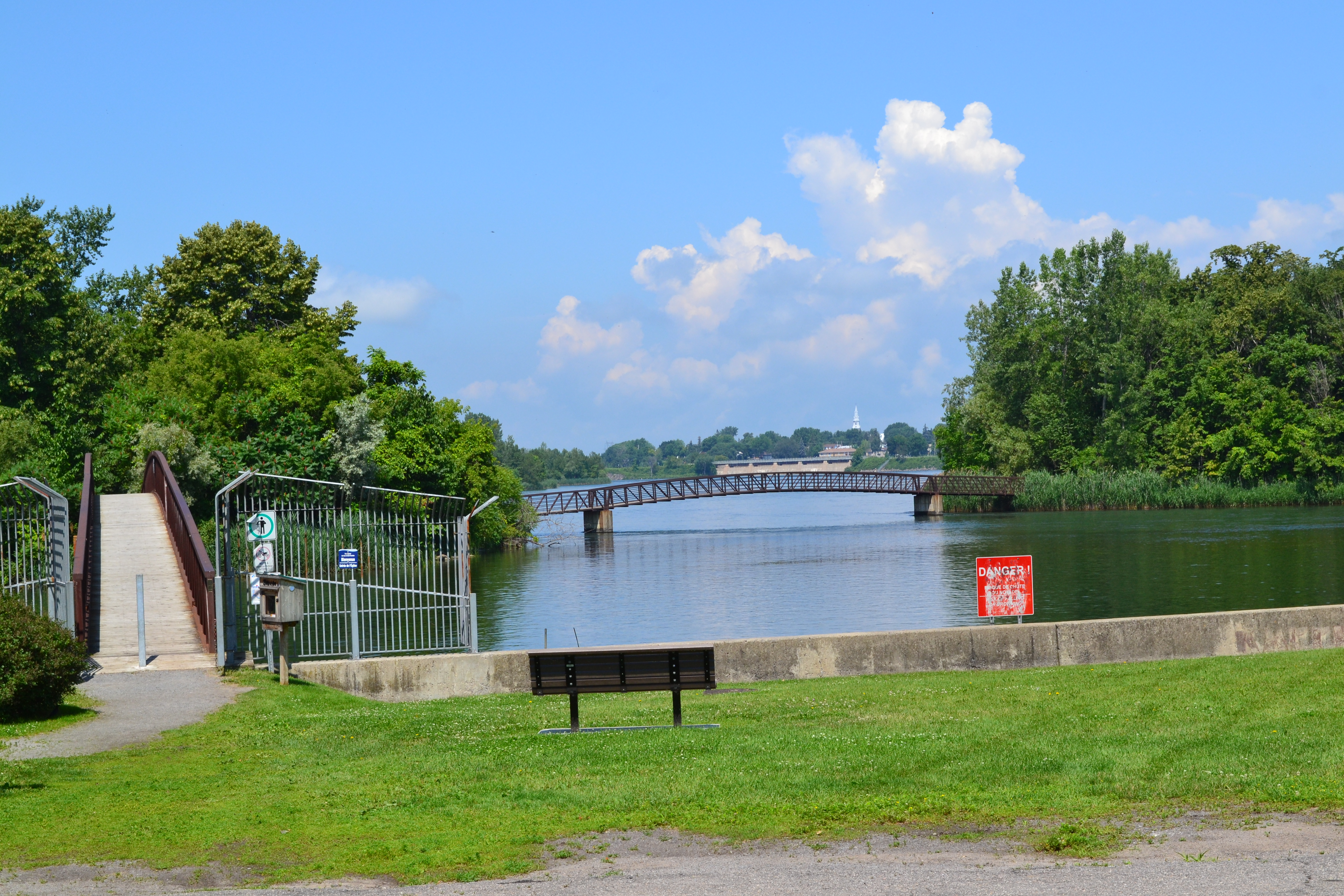
Entrée du parc régional des Îles-de-Saint-Timothée.

- Musée de société des Deux-Rives (MUSO)
- Parc régional des Îles-de-Saint-Timothée

Vaudreuil-Dorion
- Maison Félix-Leclerc
- Musée régional de Vaudreuil-Soulanges
- Vignoble Côte de Vaudreuil

### Rive-Sud
Boucherville

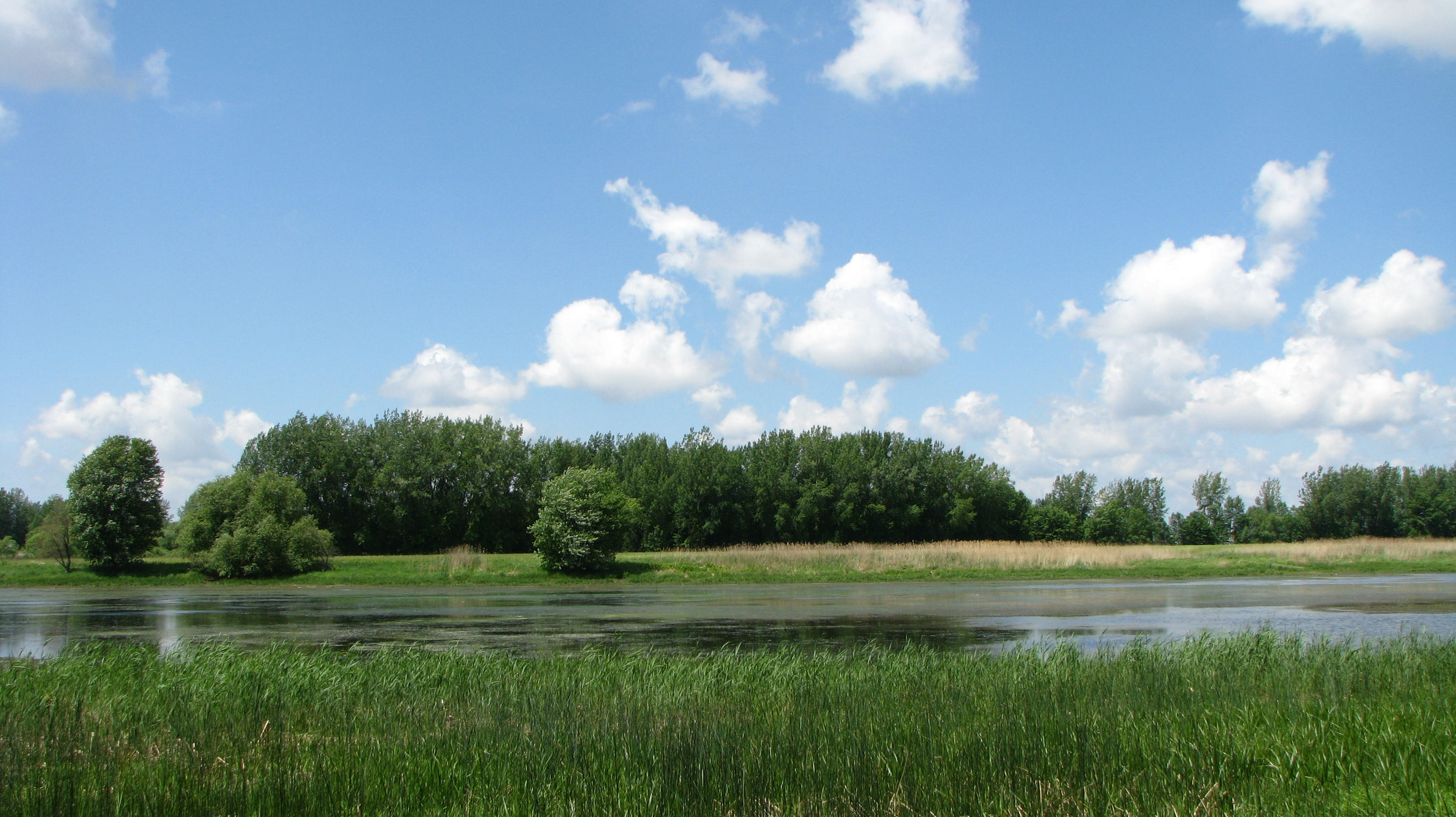
Vue de l'île aux Raisins dans le parc national des Îles-de-Boucherville.

- Parc national des Îles-de-Boucherville

Brossard
- Quartier Dix30
- Centre Oasis Surf
- Skyspa

Châteauguay
- Île Saint-Bernard

Contrecœur
- Maison Lenoblet-du-Plessis
- Parc régional des Grèves

Delson
Kahnawake
- Centre d'accueil de Kahnawake

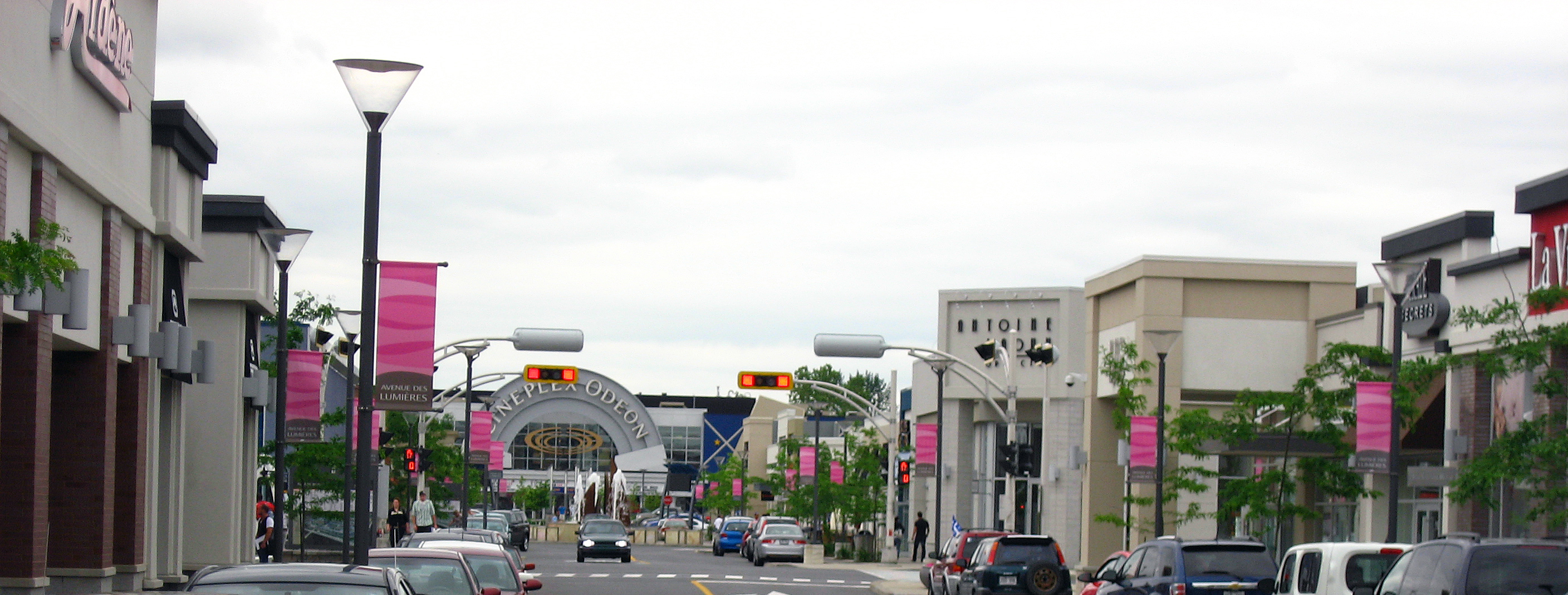
Voie de circulation commerciale du Quartier Dix30.

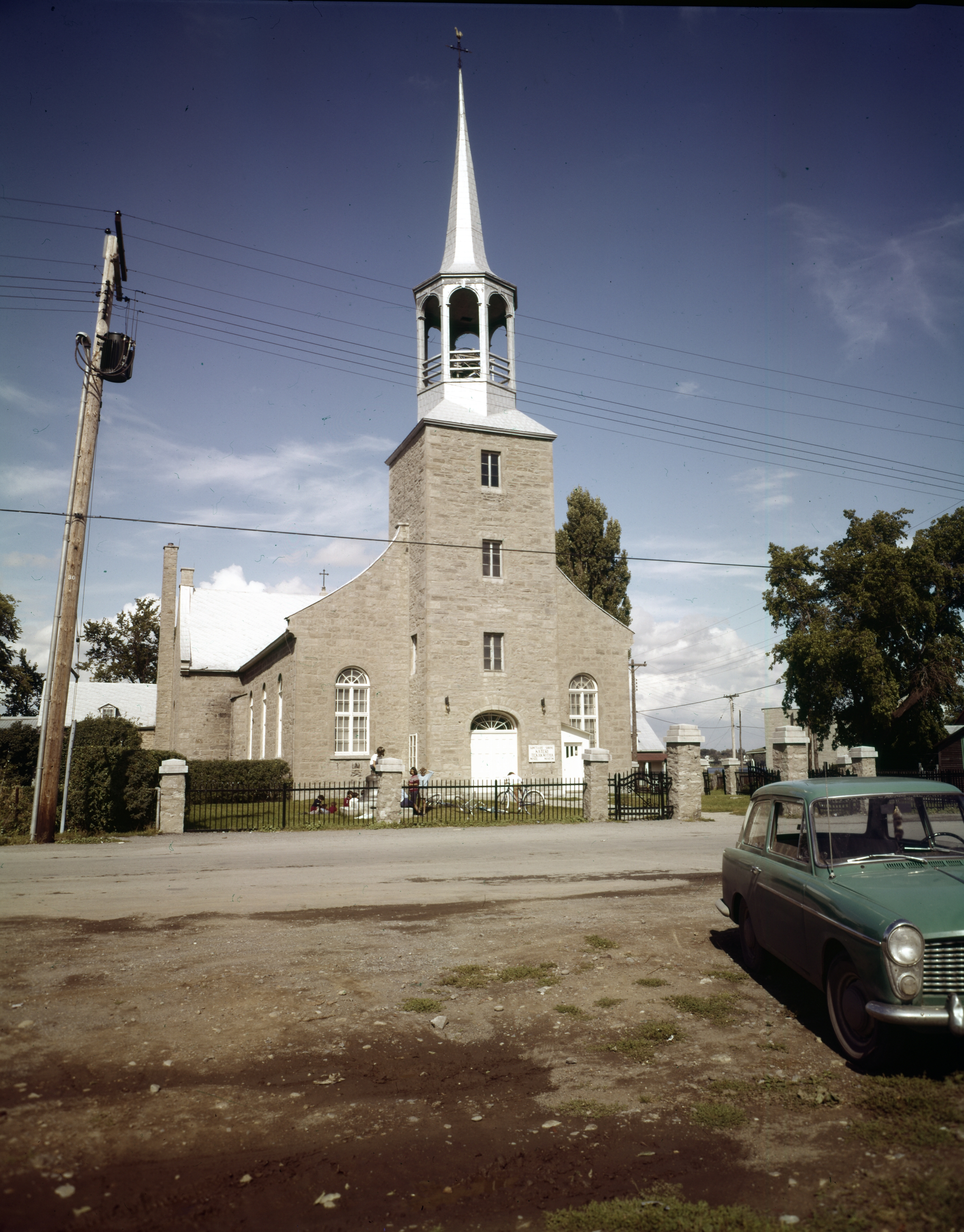
Sanctuaire Kateri Tekakwitha à Kahnawake.

- Sanctuaire de Sainte Kateri Tekakwitha

La Prairie
- Canyon escalade
- Musée d'archéologie de Roussillon
- Société d'histoire de La Prairie-de-la-Magdeleine
- Vignoble Vertefeuille

Longueuil
- Centre Marie-Rose
- Cocathédrale Saint-Antoine-de-Padoue

Mercier
- Fromagerie Ruban Bleu

Saint-Bruno-de-Montarville
- Ski Saint-Bruno
- Parc national du Mont-Saint-Bruno

Saint-Constant

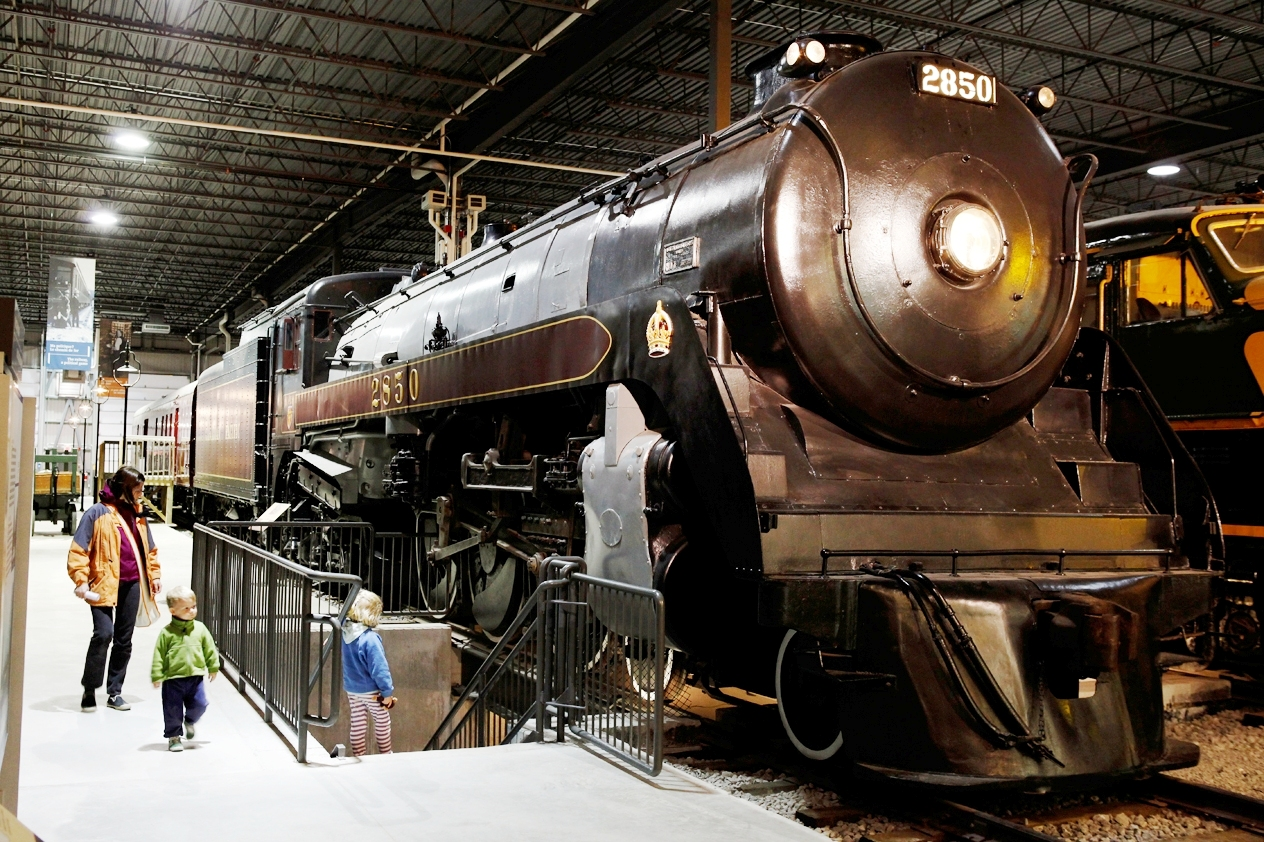
Locomotive à l'Exporail de Saint-Constant.

- Exporail, le Musée ferroviaire canadien

Saint-Isidore
- Domaine Labranche

Sainte-Catherine
- Récré-O-Parc

Sainte-Julie
- L'Électrium - le centre d'interprétation de l'électricité d'Hydro-Québec
- Spa Di'Oro

Varennes
- Vignoble Domaine du Fleuve

Verchères
- Association des plus beaux villages du Québec

Calixa-Lavallée
- Association des plus beaux villages du Québec

### Rivière Richelieu
Belœil
Chambly
- Le Fort Chambly.Bedondaine et Bedons Ronds

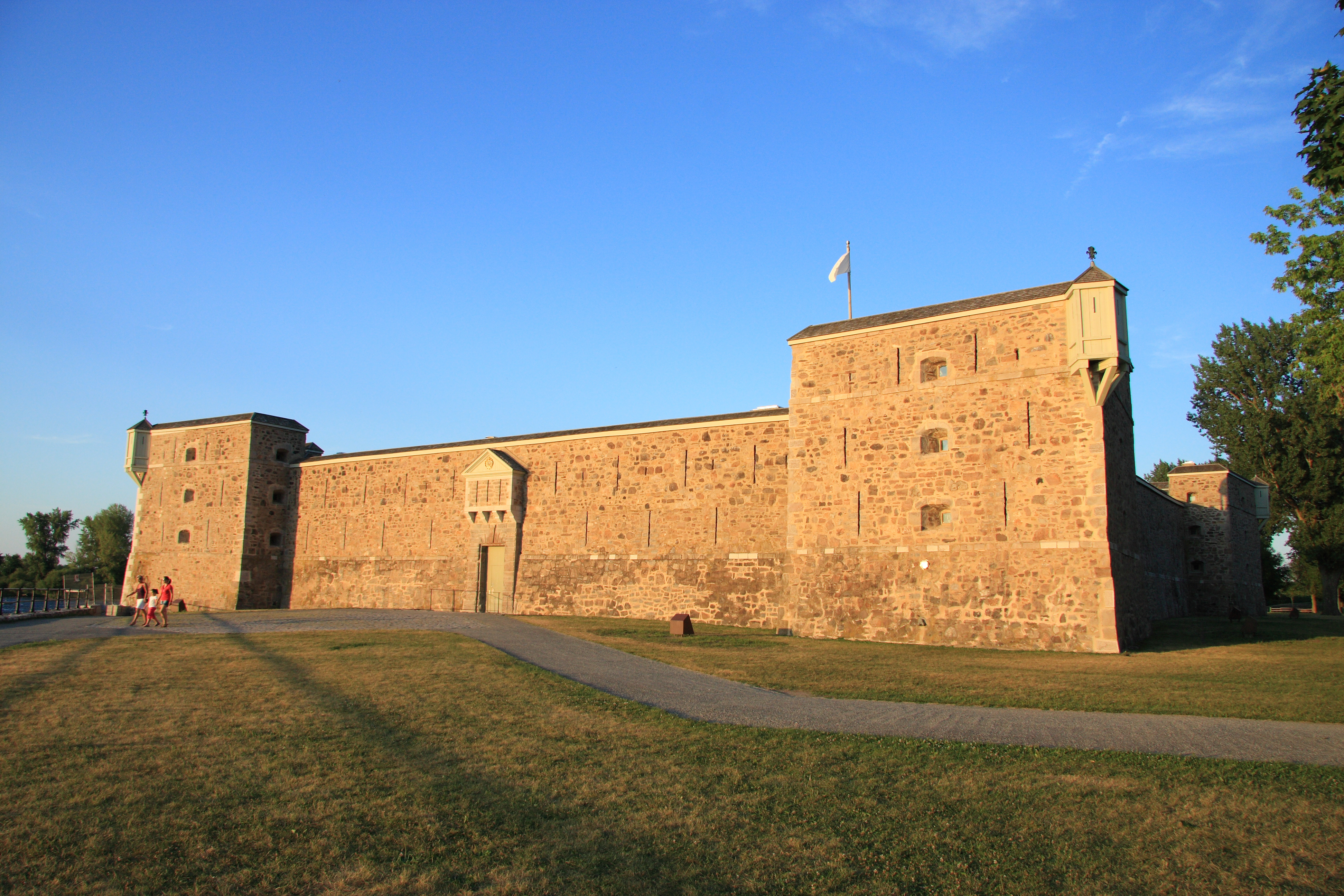
Le Fort Chambly.

- Circuit patrimonial avec audioguide
- Ferme Guyon

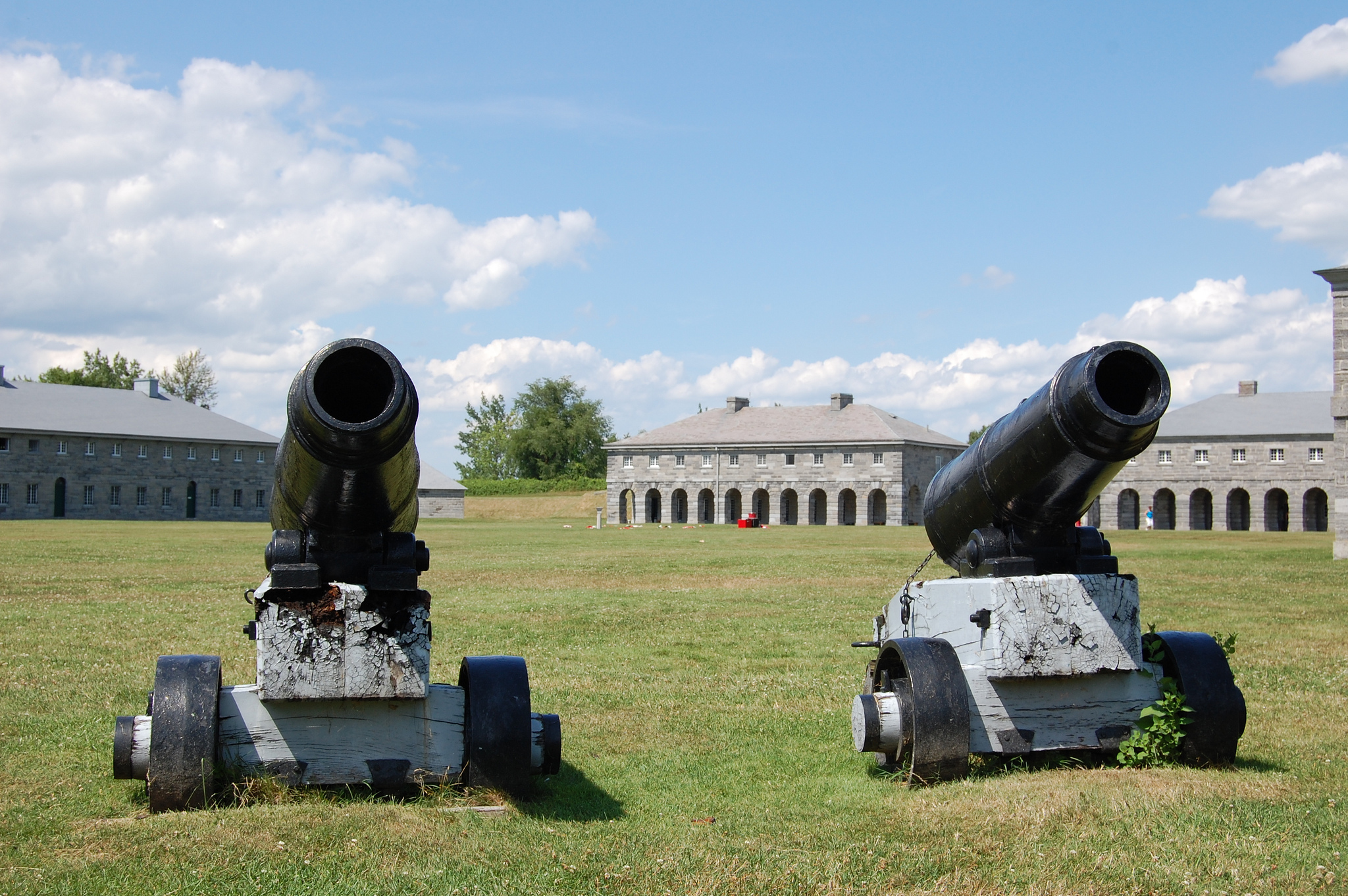
Le Fort Lennox.

- Lieu historique national du Canal-de-Chambly - Parcs Canada
- Lieu historique national du Fort-Chambly - Parcs Canada

Hemmingford
- Des bisons au parc Safari.Cidrerie du Minot
- D'Antan Magasin Général
- La Face Cachée de la Pomme
- Zoo Parc Safari

Lacolle
Mont-Saint-Grégoire
- Arbraska
- Cidrerie et Verger Léo Boutin
- CIME Haut-Richelieu

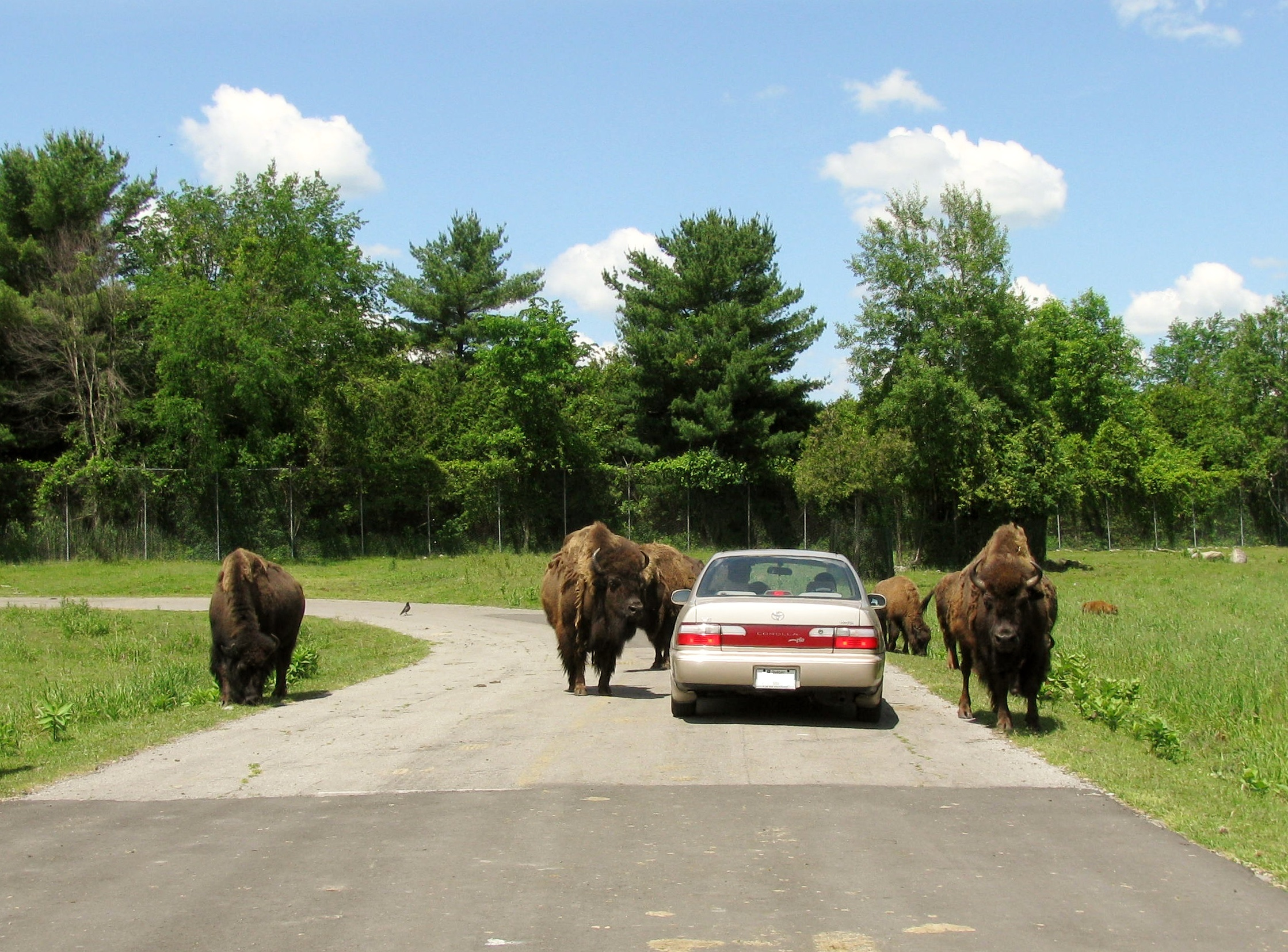
Des bisons au parc Safari.

- Verger et Cidrerie Denis Charbonneau

Mont-Saint-Hilaire

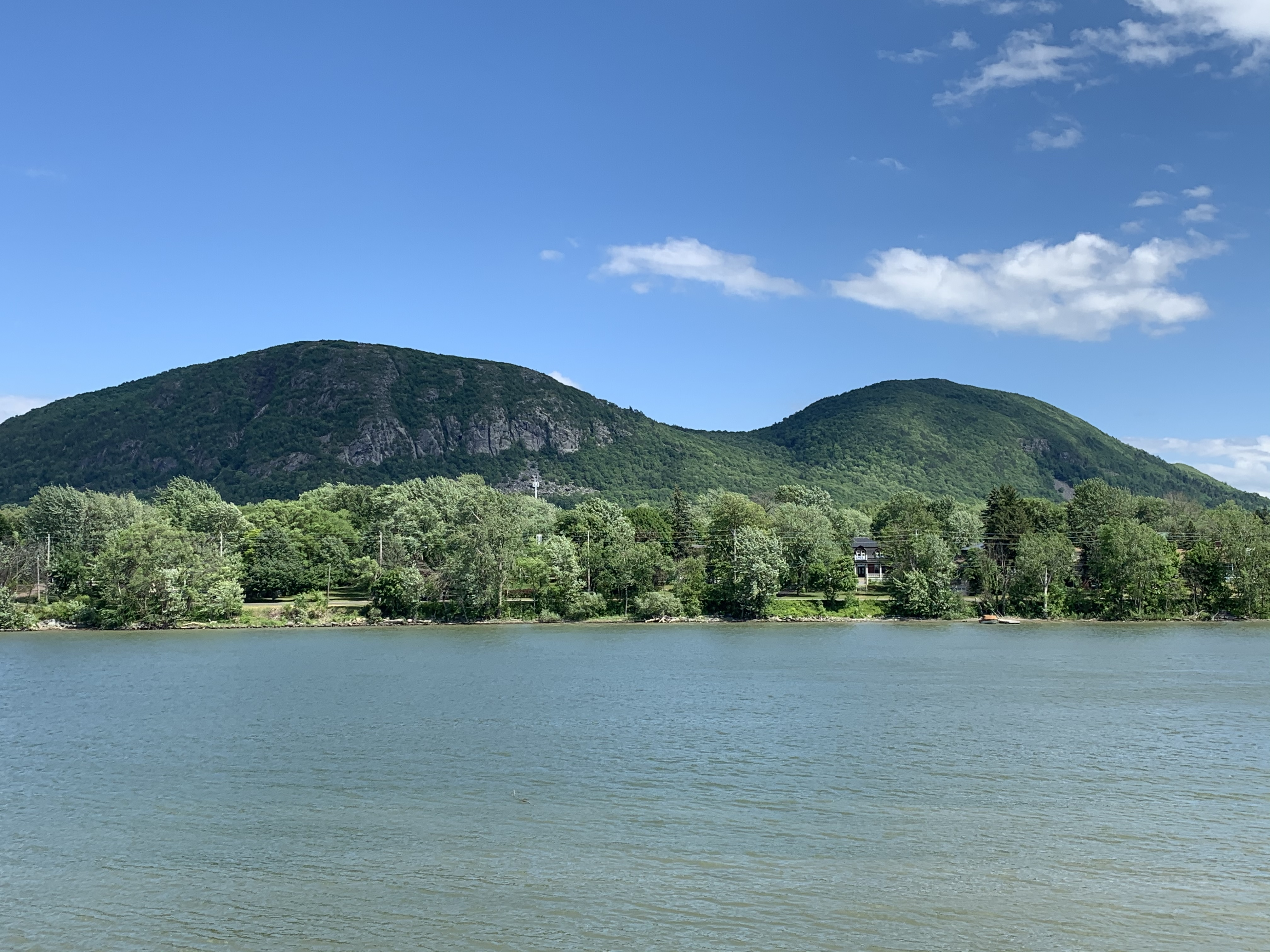
Le Mont Saint-Hilaire, vu de Belœil.

- Réserve naturelle Gault-de-l'Université-McGill (Mont Saint-Hilaire)
- La Maison amérindienne
- Les Vergers Petit et fils
- Musée des beaux-arts de Mont-Saint-Hilaire
- Strom Spa Nordique

Otterburn Park
- La Cabosse d'Or

Saint-Bernard-de-Lacolle
- Parc régional Saint-Bernard
- Vignoble Émile-Auguste

Saint-Cyprien-de-Napierville
- Vignoble Morou

Saint-Denis-sur-Richelieu
- Maison nationale des Patriotes

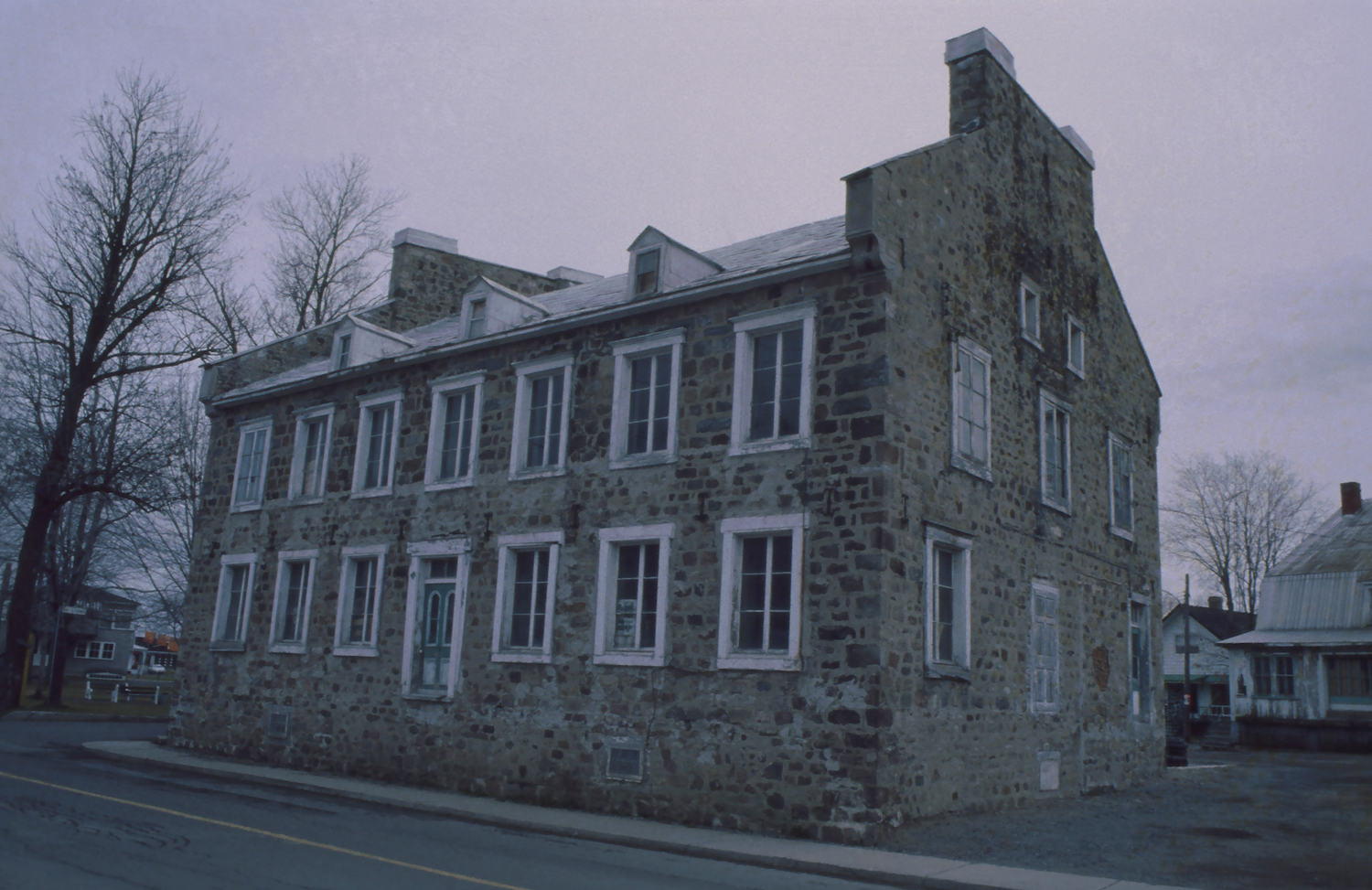
La Maison des Patriotes.

- Association des plus beaux villages du Québec

Saint-Jacques-le-Mineur
- Vignoble du Domaine Saint-Jacques

Saint-Jean-Baptiste
- Centre d'équitation Nouvelle-France
- Domaine de Rouville
- Porcelaines Bousquet - Économusée de la porcelaine
- Vignoble Les Murmures

Saint-Jean-sur-Richelieu
- Au Domaine des Petits Fruits
- Collection Lux AEterna
- Fromagerie au Gré des Champs
- Le Mas des Patriotes

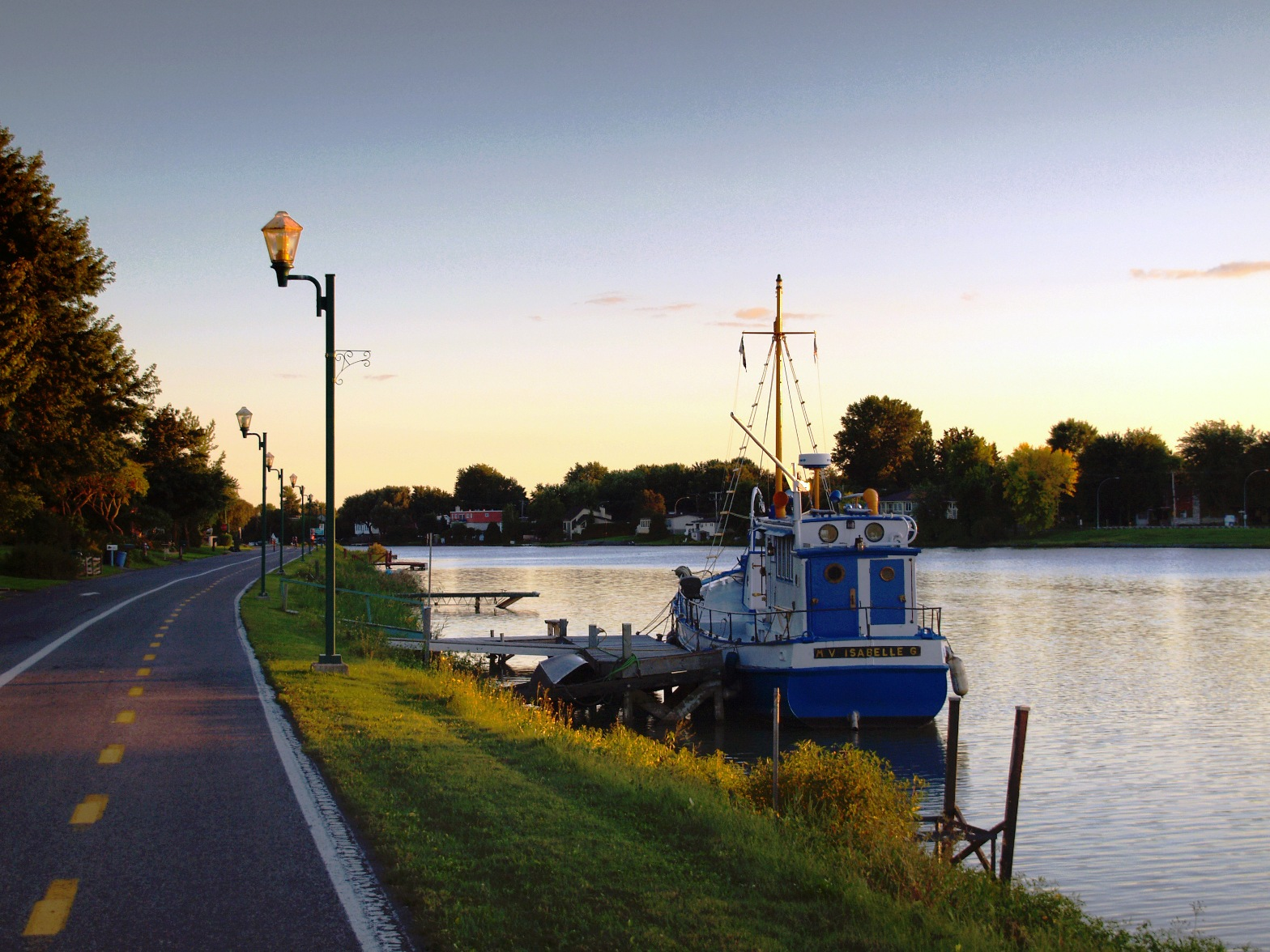
Piste cyclable en bordure de la rivière Richelieu à Saint-Jean-sur-Richelieu.

- L'Hôtel 54, la plus effrayante maison hantée du Québec
- Musée du Fort Saint-Jean
- Musée du Haut-Richelieu

Saint-Ours
- Lieu historique national du Canal-de-Saint-Ours - Parcs Canada

Saint-Paul-de-l'Île-aux-Noix
- Blockhaus de la Rivière-Lacolle
- Lieu historique national du Fort-Lennox - Parcs Canada

Sainte-Anne-de-Sabrevois
- Domaine Pourki
- Sanctuaire Sainte-Anne-de-Sabrevois

Sainte-Anne-de-Sorel
- Maison du Marais

Sorel-Tracy
- Biophare

Venise-en-Québec
Saint-Antoine-sur-Richelieu
- Association des plus beaux villages du Québec

Saint-Marc-sur-Richelieu
- Association des plus beaux villages du Québec

### Montérégie-Est
Granby
- Verger Champêtre

La Présentation
- École d'équitation 1101 Le Chevauthier

Rougemont
- Cidrerie Michel Jodoin
- Domaine De Lavoie
- La Cidrerie du Village
- La Pommeraire d'Or

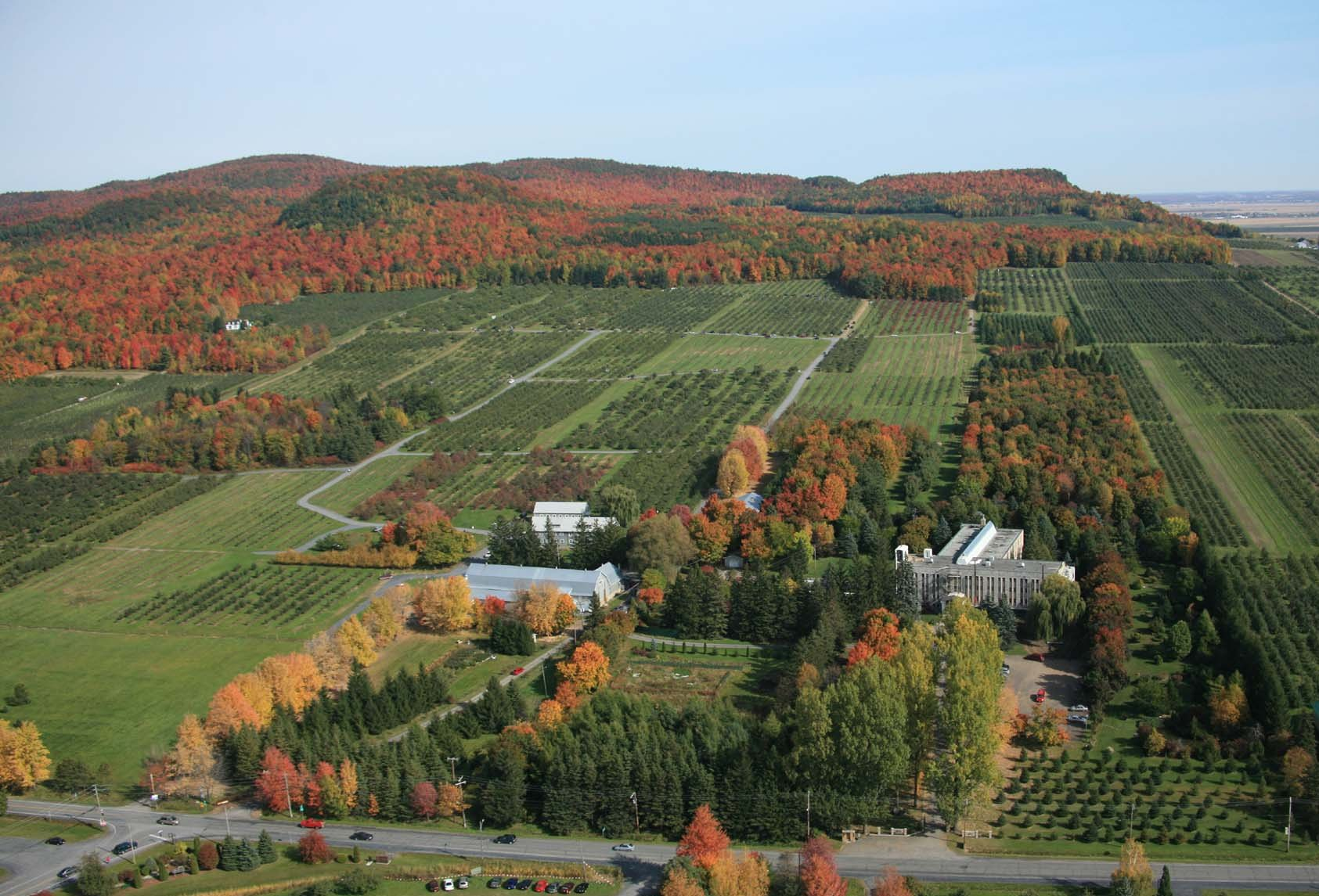
Vue de l'Abbaye cistercienne de Rougemont.

- Vignoble et Cidrerie Coteau Rougemont
- Vinaigrerie Gingras
- Abbaye cistercienne Notre-Dame de Nazareth

Roxton Falls
- Fort Débrouillard

Saint-Hyacinthe
- Expression, Centre d'exposition de Saint-Hyacinthe
- Jardin Daniel A. Séguin
- Vignoble Château Fontaine

Saint-Jude
- Chouette à voir!

Saint-Paul-d'Abbotsford
- Domaine Le Grand Saint-Charles
- Vignoble et Verger Coteau Saint-Paul

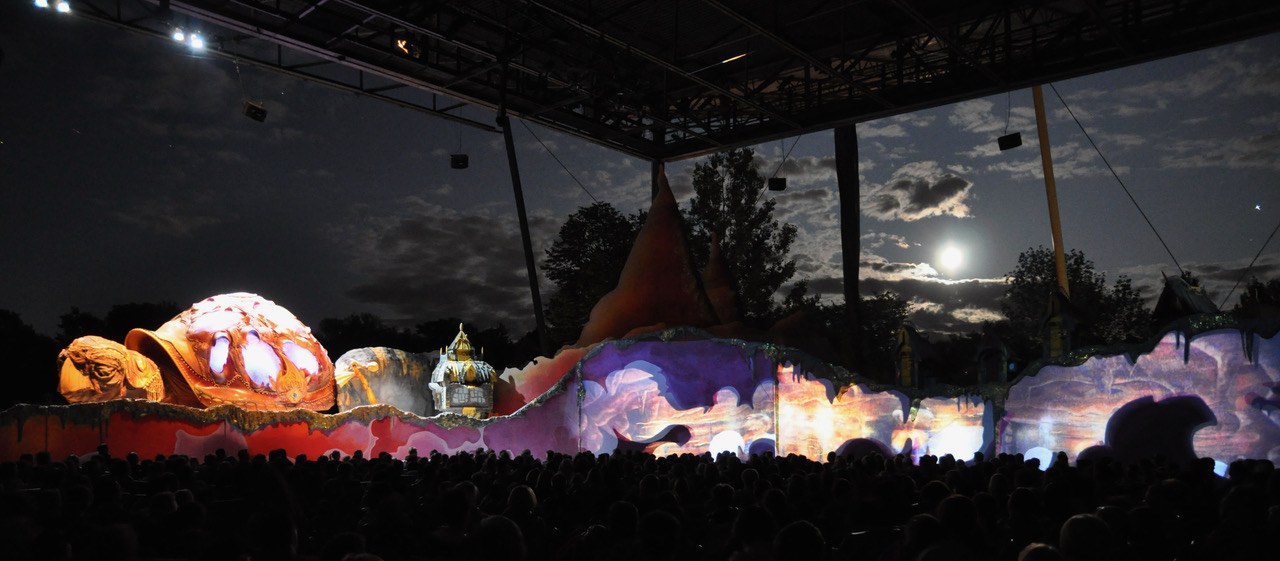
Une production du Théâtre de la Dame de Coeur.

- Vignoble Les Artisans du Terroir
- Vignoble Les Petits Cailloux

Saint-Valérien-de-Milton
- La Rabouillère

Upton
- Théâtre de la Dame de Cœur

## Circuits touristiques
- Circuit du paysan[1]
- Route des Vins de la Montérégie
- Route des Cidres

## Festivals et événements
- Festival d’été de Belœil

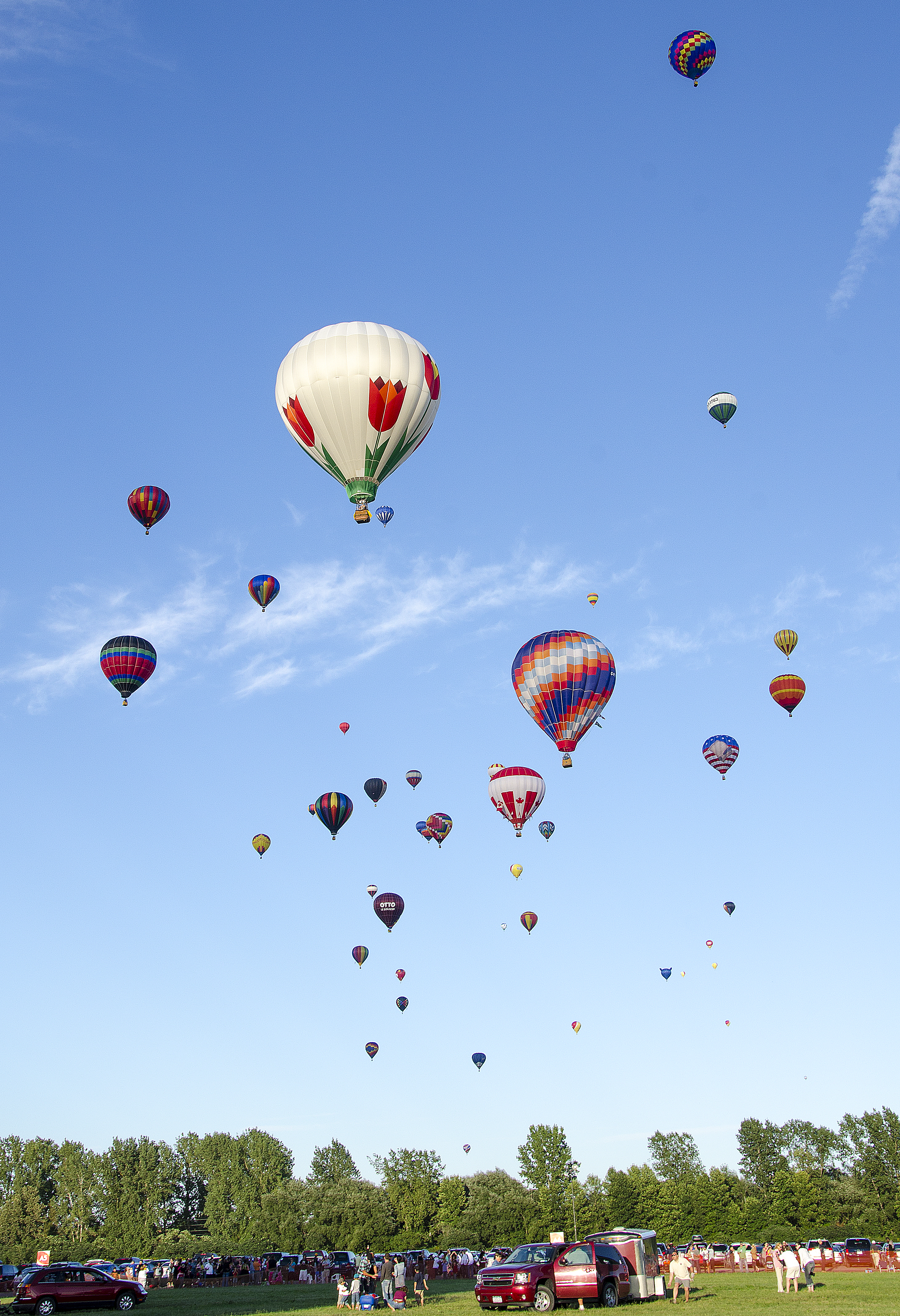
Envolée de montgolfières lors du festival international de Saint-Jean-sur-Richelieu.

- Festival Country de Sainte-Madeleine
- Festival de la gibelotte de Sorel-Tracy
- Festival international des montgolfières de Saint-Jean-Sur-Richelieu

## Bureaux touristiques
La région dispose de plusieurs bureaux touristiques permanents et saisonniers où il est possible de se renseigner à propos des activités et lieux touristiques régionaux.

### Bureaux permanents
- Bureau d’accueil touristique de Châteauguay
- Relais d'information touristique de Longueuil
- Relais d'information touristique d'Ormstown
- Tourisme Saint-Jean-sur-Richelieu et Région
- Tourisme région de Sorel-Tracy

### Bureaux saisonniers
- Bureau d'accueil touristique d'Acton Vale
- Bureau d'accueil touristique de Contrecœur
- Relais touristique de L'île Perrot
- Tourisme Au Cœur de la Montérégie
- Bureau de tourisme et des congrès de Saint-Hyacinthe
- Bureau d'accueil touristique de Saint-Paul-de-l’Île-aux-Noix
- Bureau d'accueil touristique de Varennes
- Bureau d'accueil touristique de Venise-en-Québec

## Grands prix du tourisme
Plusieurs organisations ont organisé des remises de prix aux lieux et activités touristiques dans les différentes régions du Québec. Voici quelques lauréats régionaux de ces remises de prix. 
Prix Astral Media RadioAttractions touristiques, 100 000 visiteurs ou plus
- 2006 : Or, Parc Safari (Montérégie)

Prix TVAFestivals et événements touristiques, Budget d'exploitation de 1 M$ ou plus
- 2010 : Or, International de Montgolfières de Saint-Jean-sur-Richelieu - Montérégie

Prix Hébergement - Établissements 1 à 3 étoiles
- 2009 : Or, Hôtel Alt - Quartier DIX30 - Brossard, Argent, Auberge Le Pomerol - Montréal

Prix Transports et voyages
- 2010 : Navark - Montérégie
- 2009 : Navark - Montérégie

## Performance
Le volume de touristes de la région montérégienne équivaut à 7,2 % de celui du Québec en 2010. Les dépenses effectuées par les touristes en Montérégie en 2010 équivalent à 2,6 % des dépenses touristiques de l'ensemble du Québec. Les touristes fréquentant la région touristique de la Montérégie proviennent essentiellement du Québec, soit à 90,8 % en 2007. Pour cette même année, la part du nombre de touristes provenant des autres provinces du Canada est de 3,4 % et celle des touristes américains de 4,4 %.
| Année | Volume    | Nuitées   | Dépenses    | Durée moyenne de séjour (Nuitées) | Dépenses moyennes par séjour ($) | Dépenses moyennes par nuitée ($) |
| --- | --------- | --------- | ----------- | --------------------------------- | -------------------------------- | -------------------------------- |
| 2010 | 2 075 000 | 3 939 000 | 17 900 000  | 1,6                               | 86                               | 45                               |
| 2009 | 1 072 000 | 3 727 000 | 227 000 000 | 2,2                               | 133                              | 61                               |
| 2008 | 2 142 000 | 4 856 000 | 212 000 000 | 2,3                               | 99                               | 44                               |
| 2007 | 1 614 000 | 4 586 000 | 177 000 000 | 2,8                               | 110                              | 39                               |
| 2006 | 1 520 000 | 3 639 000 | 194 000 000 | 2,4                               | 128                              | 53                               |
| Tourisme Québec précise que ce sont des données fournies à titre indicatif qu'il faut utiliser avec réserve. |           |           |             |                                   |                                  |                                  |